# Ingomar Grünauer
Ingomar Grünauer (* 11. August 1938 in Melk) ist ein österreichischer Komponist der Gegenwart. Der Schwerpunkt seines Schaffens liegt auf Werken in kleineren Formen für das Musiktheater. Seine Oper „Cantor – Die Vermessung des Unendlichen“, die sich mit den existentiellen Konflikten im Leben des revolutionären Mathematikers Georg Cantor (1845–1918) auseinandersetzt, wurde am 10. November 2006 im Opernhaus Halle unter der Leitung von Roger Epple uraufgeführt.
Ingomar Grünauer lebt in Schmitten bei Wiesbaden.

## Die wichtigsten Werke
- Kammeroper „Lipmanns Leib“ (Wiesbaden 1961)
- Kammeroper „Die Schöpfungsgeschichte des Adolf Wölfli“ (Basel 1981)
- Oper „Amleth und Fengo“ (Heidelberg 1982)
- musikalisches Kammerspiel „Die Mutter“ (nach Maxim Gorki, Basel 1988)
- Kammeroperette in 17 empfindsamen Bildern „Die Rache einer russischen Waise“ (nach Henri Rousseau, Saarbrücken 1993)
- Oper in 11 Szenen „Winterreise“ (Text Fr. Micieli, Luzern 1994)

## Ausbildung und Werdegang
- 1950–1961: Studium an der Universität für Musik und darstellende Kunst Wien: Dirigieren (Hans Swarowsky), Klavier (Richard Hauser) und Komposition (Karl Schiske)
- 1959: künstlerische Reifeprüfung in Dirigieren und Komposition
- 1957, 1959 und 1961: Teilnahme an den Darmstädter Ferienkursen.
- 1961–1968: Kapellmeister und Korrepetitor am Theater Heidelberg
- 1968–1982: Lehrer in Grund-, Haupt- und Gesamtschulen in Schwandorf (Oberpfalz) und in Wiesbaden.
- 1974: Lehrbeauftragter im Fach Szenische Musik an der Universität Salvador da Bahia in Brasilien
- Seit 1982: Professor für Ästhetik und Kommunikation (Schwerpunkt Theaterarbeit und kulturelle Animation) an der Fachhochschule Frankfurt am Main

## Preise und Auszeichnungen
- 1960: Erster Preis beim Internationalen Kompositionswettbewerb der Universität für Musik und Darstellende Kunst Wien
- 1966: Kulturwochenpreis der Stadt Innsbruck
- 1969: Förderpreis des Landes Niederösterreich
- 1982: Kulturpreis der Stadt Wiesbaden

## Kompositionsaufträge
- Musiktheater Gelsenkirchen
- Städtische Bühne Heidelberg
- Staatstheater Stuttgart
- Staatstheater Wiesbaden
- Kultusministerium Baden-Württemberg
- Stadttheater Luzern
- Theater Basel
- ORF
- Staatstheater Saarbrücken
- Bundesministerium für Bildung, Wissenschaft und Kultur des Staates Österreich

## Werke
- Besichtigung, Versteigerung und Beseitigung von 5 Künstlern für Sopran, stummen Schauspieler und Instrumente (1971) 20’
- Auktion, Besichtigung, Versteigerung und Beseitigung von 5 Künstlern Konzertante Fassung des gleichnamigen Bühnenwerkes für Sopran, stummen Schauspieler und Instrumente (1975) 20’
- Peer Gynt Ballettmusik nach Henrik Ibsen und Edvard Grieg, Libretto von Robert Trinchero (1978) 95’
- Die Schöpfungsgeschichte des Adolf Wölfli Musiktheater für sechs Sänger, Streichquintett und Schlagzeug, Libretto von Ingomar Grünauer (1981–82) 80’
- Amleth und Fengo Oper in zwei Akten, Libretto nach der „Historia Danica“ des „Saxo Grammaticus“ von Ingomar Grünauer (1882) 75’
- Sinfonietta für Mezzosopran, Tenor, Soloklarinette und Orchester, Text von Franz Kafka (1986) 19’
- Die Mutter Musikalisches Kammerspiel nach dem gleichnamigen Roman von Maxim Gorki für elf Sänger, Violine und Schlagzeug (1988) 80’
- König für einen Tag Oper in drei Aufzügen nach Calderón, Text von Ingomar Grünauer nach Calderón und Hugo von Hofmannsthal (1990) 85’
- Die Rache einer russischen Waise Kammeroperette in 17 empfindsamen Bildern nach dem gleichnamigen Schauspiel von Henri Rousseau, Einrichtung des Textes von Matthias Kaiser und Ingomar Grünauer (1993) 80’
- Winterreise Oper in elf Szenen, Text von Francesco Micieli (1994/96) 85’
- Trilogie der Sommerfrische Oper in drei Akten nach Carlo Goldoni, Libretto von Francesco Micieli (1998) 90’
- Palermo-Musik für Akkordeon und Orchester (2001) 20’
- Cantor – Die Vermessung des Unendlichen Oper in einem Aufzug (2004) 90’